# Pygeum henryi
Pygeum henryi là loài thực vật có hoa trong họ Hoa hồng. Loài này được Dunn miêu tả khoa học đầu tiên năm 1903.